# Östgötalagen
Östgötalagen är en medeltida landskapslag för Östergötland och de småländska länderna Kinda (som också omfattade Ydre härad), Vedbo, Tjust med flera mindre områden samt Öland.
Den bevarade uppteckningen anknyter tydligt till lagmannens muntliga föredrag eller lagsaga och anses tillkommen omkring 1290. Det är högst troligt att denna har äldre förlagor.
Östgötalagen gavs ut i tryck av Hans Samuel Collin och Carl Johan Schlyter 1830. En moderniserad svensk tolkning med kommentarer gavs ut 1933 av Åke Holmbäck och Elias Wessén.